# 泰灣
泰灣（/ˈteɪ/）是一個位於蘇格蘭東部的灣，泰河的出海口，最寬處寬度為 3 mi（4.8 km），附近有四個行政区：法夫、珀斯-金罗斯、邓迪和安格斯。
泰灣上有兩條橋樑：泰鐵路橋和泰道路橋。最大的島嶼為穆格鲁姆島。
位於南極的泰灣由船長托马斯·罗伯逊（Thomas Robertson）在1892至93年間率鄧迪捕鯨遠征時發現，他以這灣名字替南極新發現的灣命名。此外他亦以附近的城市鄧迪替南極泰灣附近的島嶼命名。
泰灣和伊登河口灣在2000年2月2日列入特別保護區，數個月後加入濕地公約，及在2005年3月17日列入特別保育區。灣內部份地區為具特殊科學價值地點。

## 外部連結
- 维基共享资源上的相關多媒體資源：泰灣